# Herbert Härlein

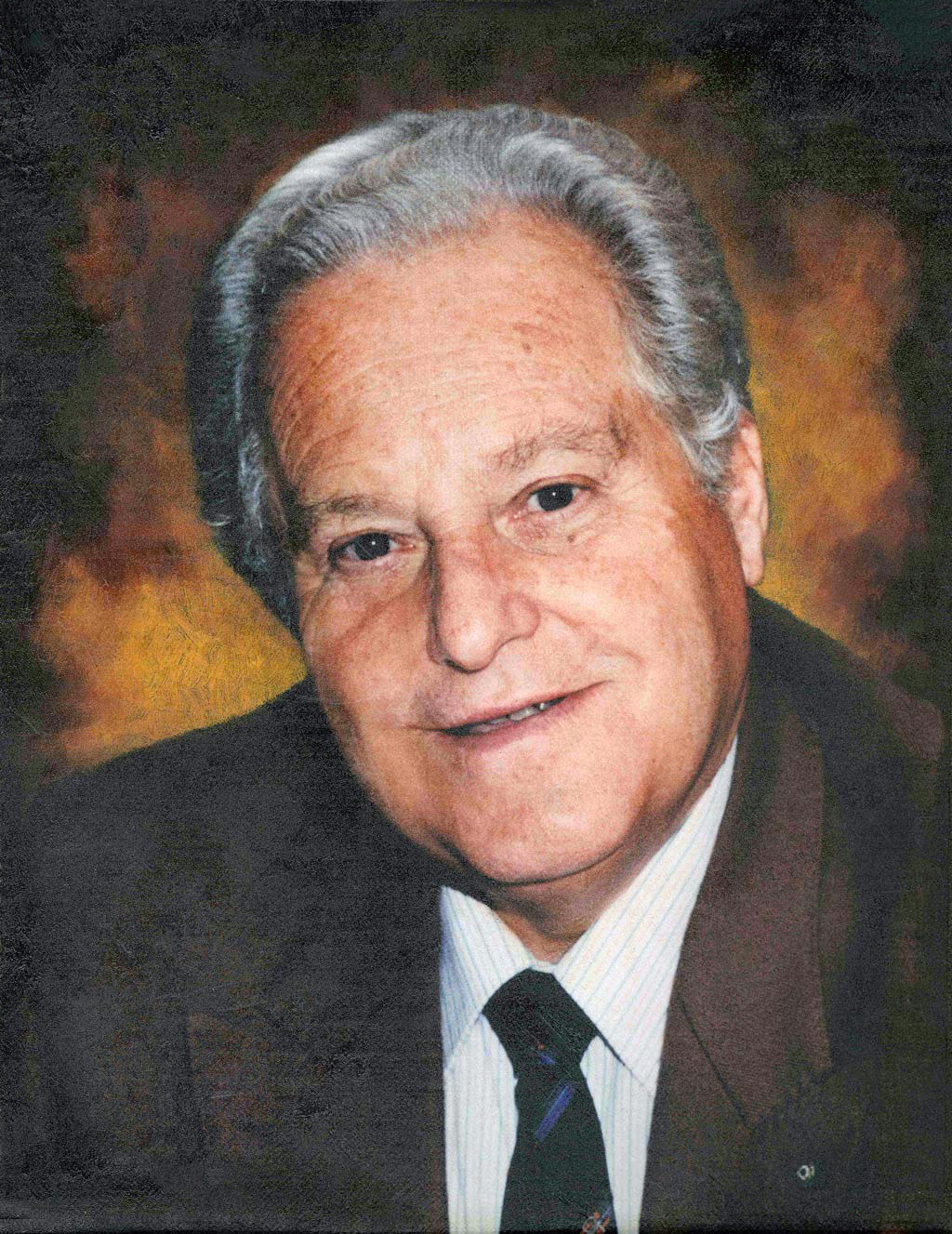
Herbert Härlein

Herbert Härlein (* 3. Januar 1928 in Stuttgart; † 20. November 1996 in Borocay, Philippinen) war ein deutscher Rechtsanwalt in Nürnberg.

## Leben
Herbert Härlein besuchte von 1934 bis 1938 die Volksschule Stuttgart. Ab 1938 besuchte er die Albrecht-Dürer-Oberrealschule in Nürnberg. Vom Februar 1944 bis März 1945 musste er Arbeitsdienst und Wehrdienst als Luftwaffenhelfer leisten, bevor er 1947 im Albrecht-Dürer-Gymnasium sein Abitur absolvierte.
Von 1947 bis 1951 studierte Härlein an der Friedrich-Alexander-Universität Erlangen-Nürnberg Rechtswissenschaften, bevor er 1951 das erste Staatsexamen ablegte. Nach der Referendarzeit von 1951 bis Mai 1955 bestand Herbert Härlein die zweite Juristische Staatsprüfung 1955. Seine Assessorenzeit dauerte von 1955 bis 1956, danach wurde er Rechtsanwalt und gründete seine eigene Kanzlei.
1961 wurde Härlein erstmals als Rechtsanwalt beim Amtsgericht Nürnberg zugelassen. Die Zulassung beim Oberlandesgericht Nürnberg erfolgt 1961. 1972 wurde er erstmals in den Kammervorstand der Rechtsanwaltskammer Nürnberg gewählt. Von 1980 bis 1990 war Herbert Härlein Präsident der Rechtsanwaltskammer Nürnberg, danach ab 1991 Ehrenpräsident.
Während seiner Amtszeit als Präsident der Rechtsanwaltskammer Nürnberg engagierte sich Härlein für die Juristische Gesellschaft Mittelfranken. Gegen Ende seiner Amtszeit setzte er sich als Präsident der Rechtsanwaltskammer für eine schnelle und vernünftige Integration von Juristen ein, welche vor der Wiedervereinigung in der DDR tätig gewesen waren.

## Ehrenämter
- Leitender Komtur des Ritterordens vom Heiligen Grab zu Jerusalem, Komturei Eichstätt
- Justitiar der Schwesternschaft Nürnberg vom Bayerischen Roten Kreuz
- Vorsitzender der Hans-Frisch-Stiftung der Universität Erlangen-Nürnberg bis 1989, danach Ehrenpräsident.
- 2. Vorsitzender der Altenakademie Nürnberg e.V.
- Mitglied der Akademie für Verkehrswissenschaften Hamburg
- Mitglied des Ständigen Senats der Präsidentenkonferenz der Europäischen Anwaltsorganisation

## Auszeichnungen
- 1979: Verdienstkreuz am Bande des Verdienstordens der Bundesrepublik Deutschland
- 1983: Komturkreuz des Ritterordens vom Heiligen Grab zu Jerusalem
- 1984: Verdienstkreuz I. Klasse des Verdienstordens der Bundesrepublik Deutschland
- 1986: Komturkreuz mit Stern (Großoffizier) des Ritterordens vom Heiligen Grab zu Jerusalem
- 1987: Bayerischer Verdienstorden[4]
- 1992: Ehrenbürger der Universität Erlangen-Nürnberg[5][6]

## Juris
Härlein erhielt im Sommer 1985 medienwirksam als Präsident der Rechtsanwaltskammer Nürnberg das Ergebnis der ersten Recherche aus der JURIS-Datenbank. Damit war der Anfang der – heute üblichen – Juristischen Datenbanken gemacht.

## Schriften
- "Zu viele alte Schilder?" in "Neue Zeitschrift für Verkehrsrecht, Heft 7, Juli 1989.